# Quiché de las Pailas
Quiché de las Pailas är en ort i Mexiko.   Den ligger i kommunen Calakmul och delstaten Campeche, i den östra delen av landet, 1 000 km öster om huvudstaden Mexico City. Quiché de las Pailas ligger 259 meter över havet och antalet invånare är 369.
Terrängen runt Quiché de las Pailas är platt. Runt Quiché de las Pailas är det mycket glesbefolkat, med 6 invånare per kvadratkilometer. Närmaste större samhälle är Santo Domingo, 9,4 km söder om Quiché de las Pailas. I omgivningarna runt Quiché de las Pailas växer i huvudsak städsegrön lövskog.